# محطة كورسك للطاقة النووية
محطة كورسك للطاقة النووية (بالروسية: Курская АЭС) هي محطة للطاقة النووية تقع في غرب روسيا على ضفة نهر سيم على بعد حوالي 40 كيلومترًا غرب مدينة كورسك. تأسست بلدة كورتشاتوف القريبة عندما بدأ بناء المحطة. تغذي المحطة شبكة كورسك أوبلاست و 19 منطقة أخرى.
المفاعلات الأربعة في المحطة هي مفاعلات RBMK-1000، وهي نفس النوع المستخدم في محطة تشيرنوبيل للطاقة النووية، لكن بنموذج مختلف. تم تجهيز المصنع في الأصل بمفاعلين. تمت إضافة مفاعلين آخرين بين عامي 1983 و 1985.
يكاد يكون هيكل مصنع كورسك مطابقًا تقريبًا لهيكل تشيرنوبيل. وبسبب هذا، تم استخدام محطة كورسك ومدينة كورشاتوف المجاورة لمحطة تشيرنوبيل للطاقة النووية ومدينة بريبايات من أجل إنتاج فيلم تلفزيوني أمريكي عام 1991 يسمى «تشرنوبل: الإنذار النهائي».
في عام 2018، بدأ البناء الخرساني الأول في Kursk-II-1، وهو مفاعل VVER-TOI. سيحل Kursk-II-1 و II-2 محل Kursk 1 و 2 اللذين يقتربان من نهاية العمر.

## بيانات المفاعل
تمتلك محطة الطاقة النووية كورسك 4 وحدات تشغيلية:
| وحدة            | نوع المفاعل   | القدرة الصافية (ميغاواط) | السعة الإجمالية (ميغاواط) | بداية أعمال البناء | الاتصال بالشبكة | بداية التشغيل  | أُغلق                       |
| --------------- | ------------- | ------------------------ | ------------------------- | ------------------ | --------------- | -------------- | -------------------------- |
| كورسك 1         | RBMK-1000     | 925 ميغاواط              | 1،000 ميغاواط             | 1972-06-01         | 1976-12-19      | 12 أكتوبر 1977 | 2021 ، المخطط              |
| كورسك 2         | RBMK-1000     | 925 ميغاواط              | 1،000 ميغاواط             | 1973-01-01         | 1979-01-28      | 1979-08-17     | 2024 ، المخطط              |
| كورسك 3         | RBMK-1000     | 925 ميغاواط              | 1،000 ميغاواط             | 1978-04-01         | 1983-10-17      | 1984-03-30     | 2029 ، المخطط              |
| كورسك 4         | RBMK-1000     | 925 ميغاواط              | 1،000 ميغاواط             | 1981-05-01         | 1985-12-02      | 1986-02-05     | 2030 ، مخطط له             |
| كورسك 5         | MKER - 1000   | 925 ميغاواط              | 1،000 ميغاواط             | 1985-12-01         | -               | -              | توقف البناء 2012-08-15     |
| كورسك 6         | RBMK-1000     | 925 ميغاواط              | 1،000 ميغاواط             | 1986-08-01         | -               | -              | تم إلغاء البناء 1993-12-01 |
| كورسك الثاني -1 | VVER-1300/510 | 1،115 ميغاواط            | 1،255 ميغاواط             | 2018-04-29         | -               | -              | -                          |
| كورسك الثاني -2 | VVER-1300/510 | 1،115 ميغاواط            | 1،255 ميغاواط             | 2019-04-15         | -               | -              | -                          |

## روابط خارجية
- الصفحة الرئيسية لمحطة كورسك في إنرجوتوم (النسخة الإنجليزية).
- حول محطة كورسك في مؤسسة بيلونا.